# Lexus GX
De Lexus GX is een terreinwagen van Lexus, de luxedivisie van Toyota. De Lexus GX wordt niet verkocht in Nederland en België.

## Eerste generatie
De Lexus GX 470 (J120) werd van modeljaar 2003 tot 2009 verkocht. De GX 470 heeft een 325 pk sterke V8-motor van 4,7 liter, gekoppeld aan een vijftraps automatische versnellingsbak. De Lexus GX 470 was gebaseerd op de Toyota Land Cruiser Prado, de luxueuze SUV-uitvoering van de Toyota Land Cruiser terreinwagen.

## Tweede generatie
De Lexus GX 460 (J150) is sinds modeljaar 2010 tot 2022 verkocht. De GX 460 heeft een 301 pk sterke V8-benzinemotor van 4,6 liter, gekoppeld aan een zestraps automatische versnellingsbak. In 2013 kreeg de GX een facelift en werd het typische diabolovormige radiatorrooster van Lexus gemonteerd. In 2019 kreeg de GX een tweede facelift.

## Derde generatie
De Lexus GX 550 (J250) is sinds modeljaar 2023 het huidige model. De GX 550 heeft een 354 pk sterke V6-benzinemotor van 3,1 liter, gekoppeld aan een tientraps automatische versnellingsbak. De GX 550 bestaat ook in een 550h hybride uitvoering, aangedreven door een 2,4 liter vier-in-rij-benzinemotor van 282 pk in combinatie met een elektromotor van 54 pk, gekoppeld aan een achttraps automatische versnellingsbak.

## Fotogalerij

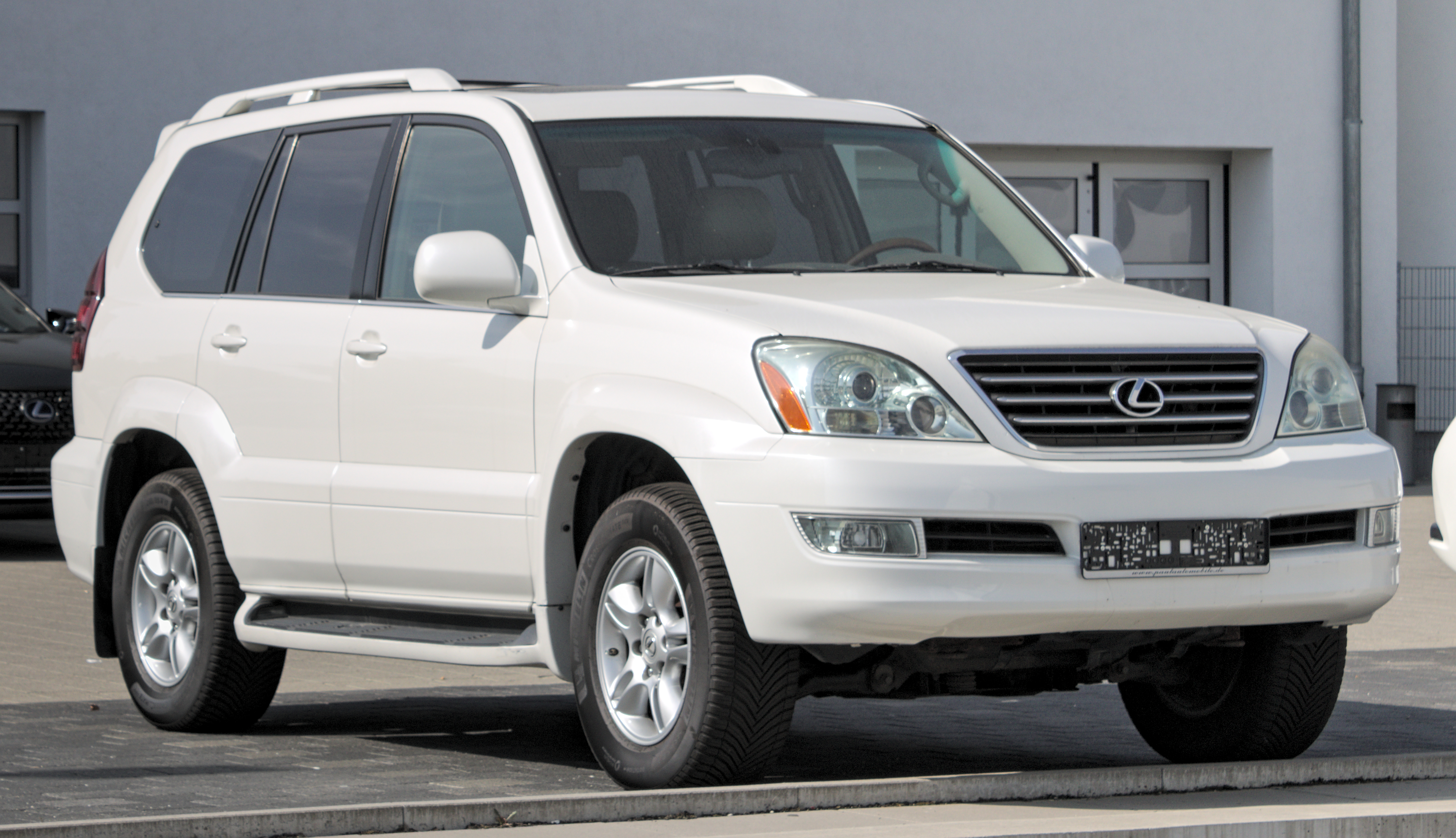
Lexus GX 470
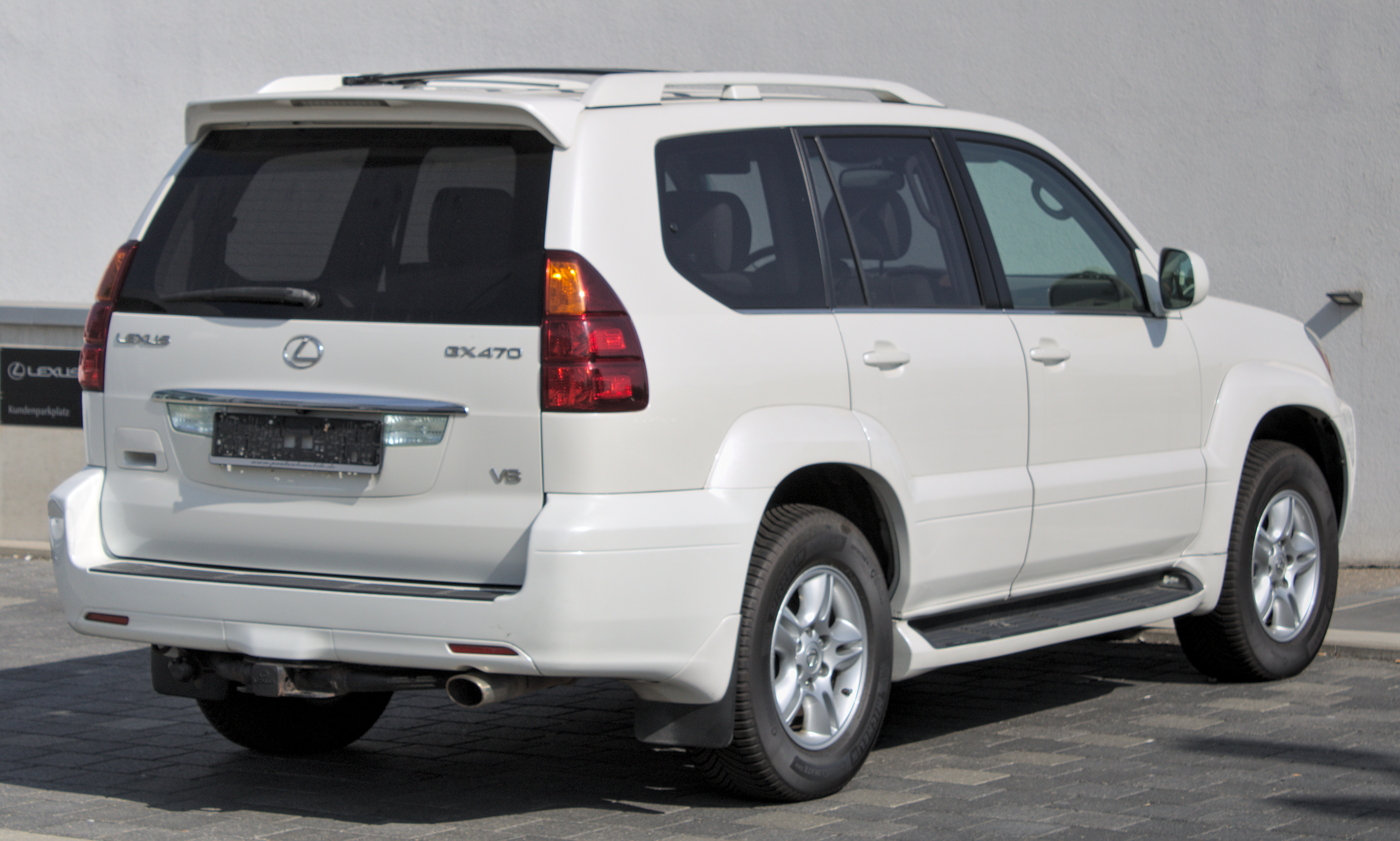
Lexus GX 470, achteraanzicht
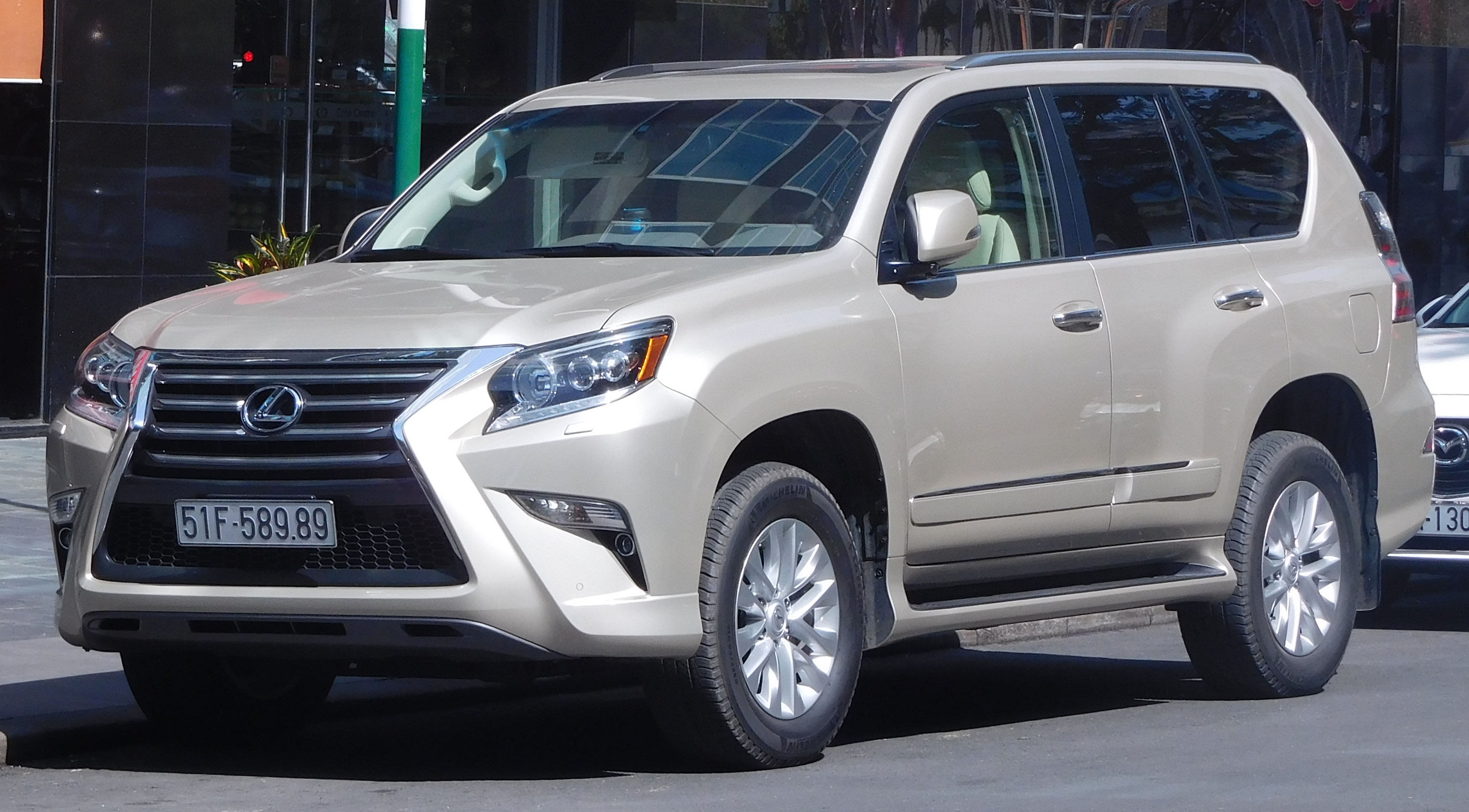
Lexus GX 460, facelift uit 2013
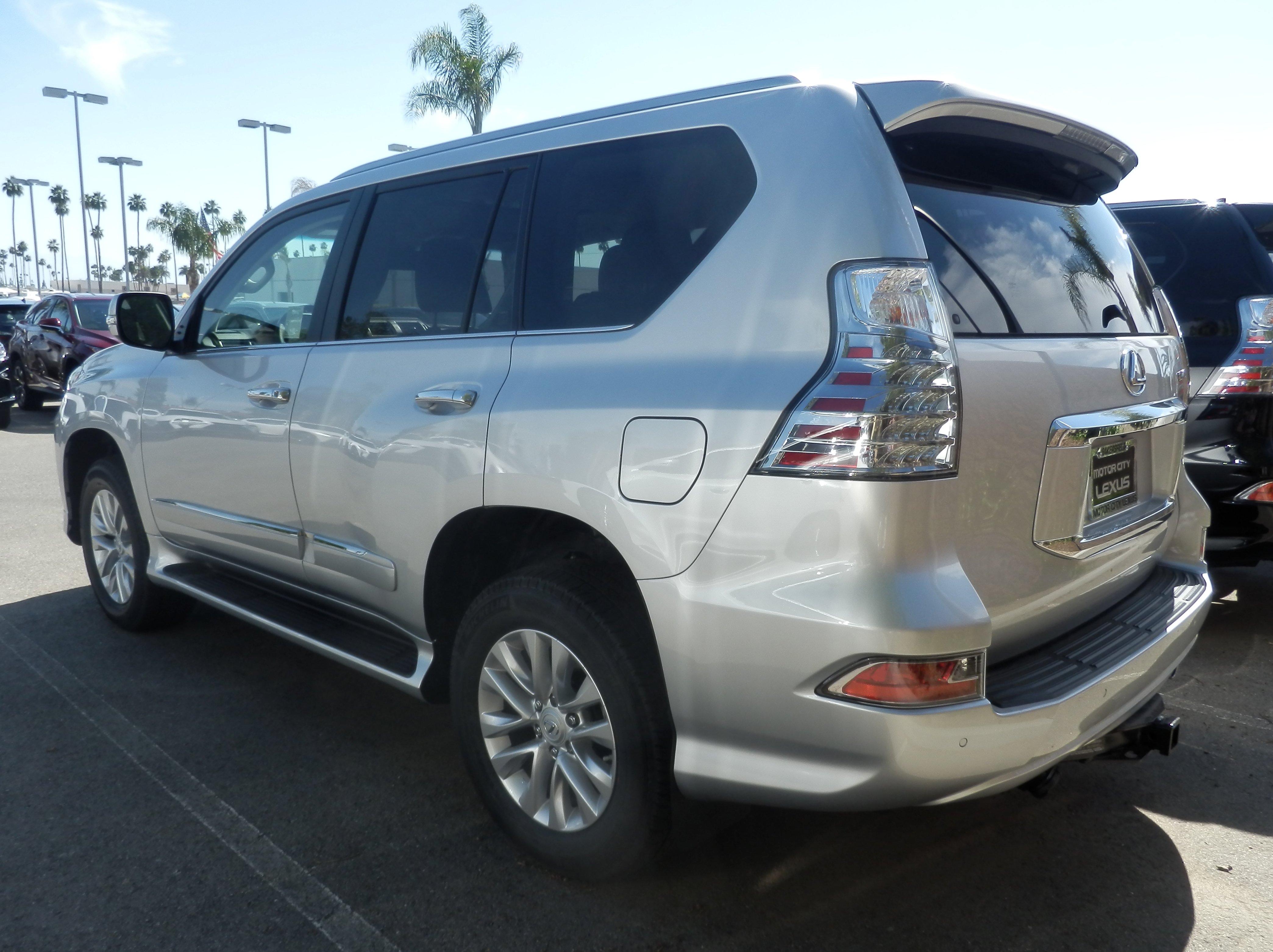
Lexus GX 460, achteraanzicht
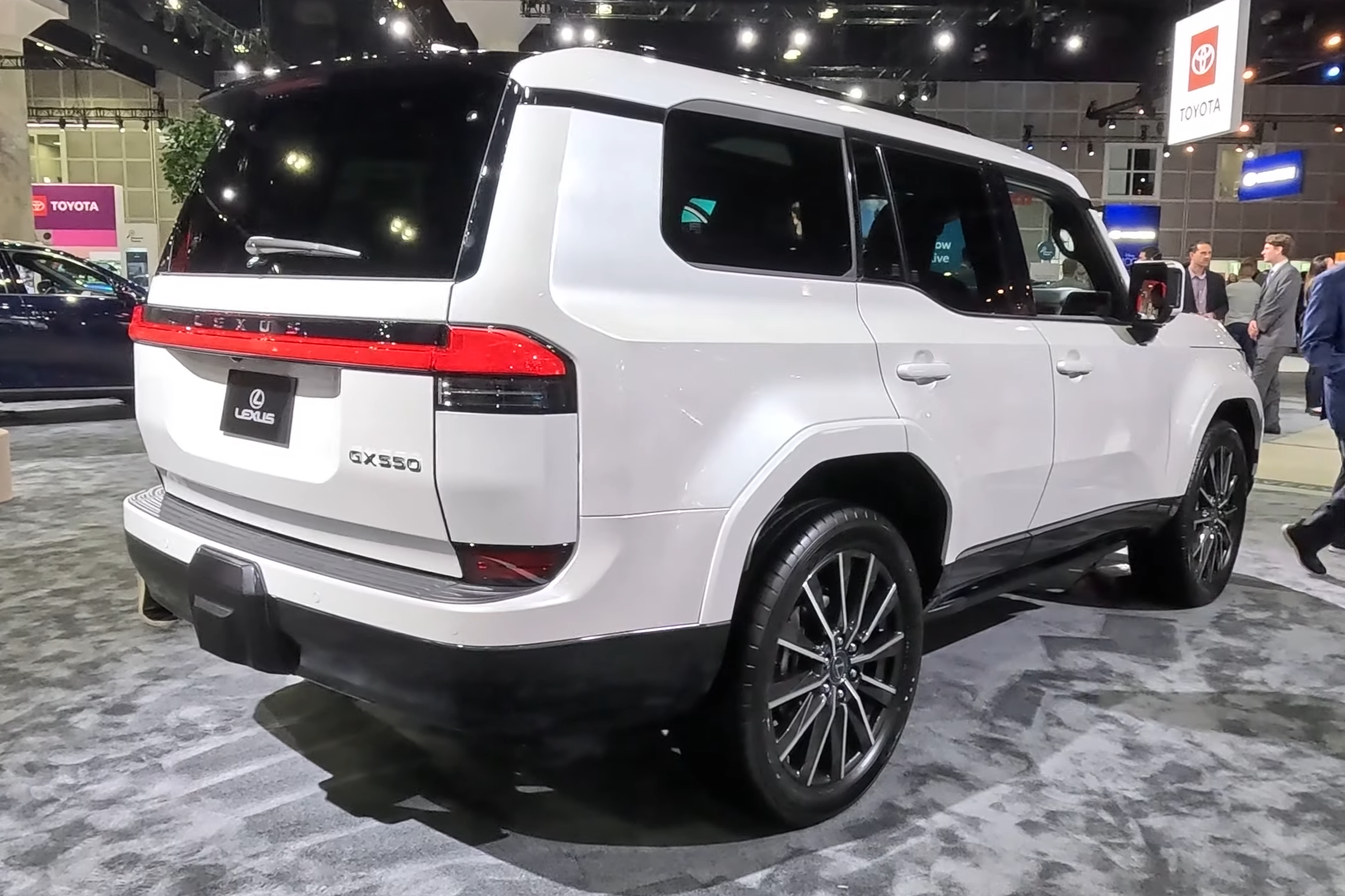
Lexus GX 550, achteraanzicht
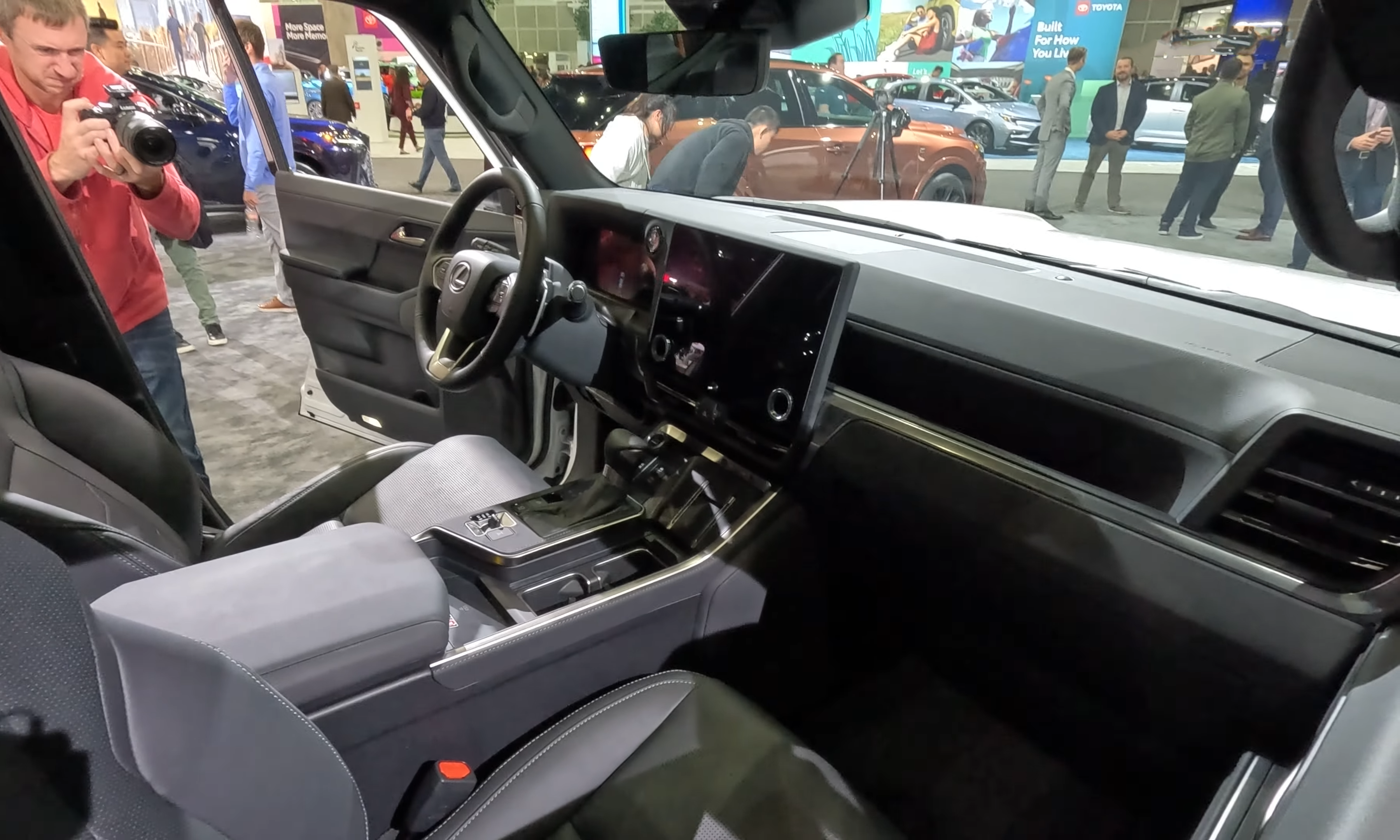
Lexus GX 550, interieur

Leverbaar in Nederland en België: ES · LC · LS · NX · RX · RZ · UX

Alleen leverbaar buiten Nederland en België : CT · GX · IS · LM · LX · RC

Niet meer leverbaar: GS · HS · LFA · SC